# 全联盟共产党（布尔什维克）第十六次代表大会

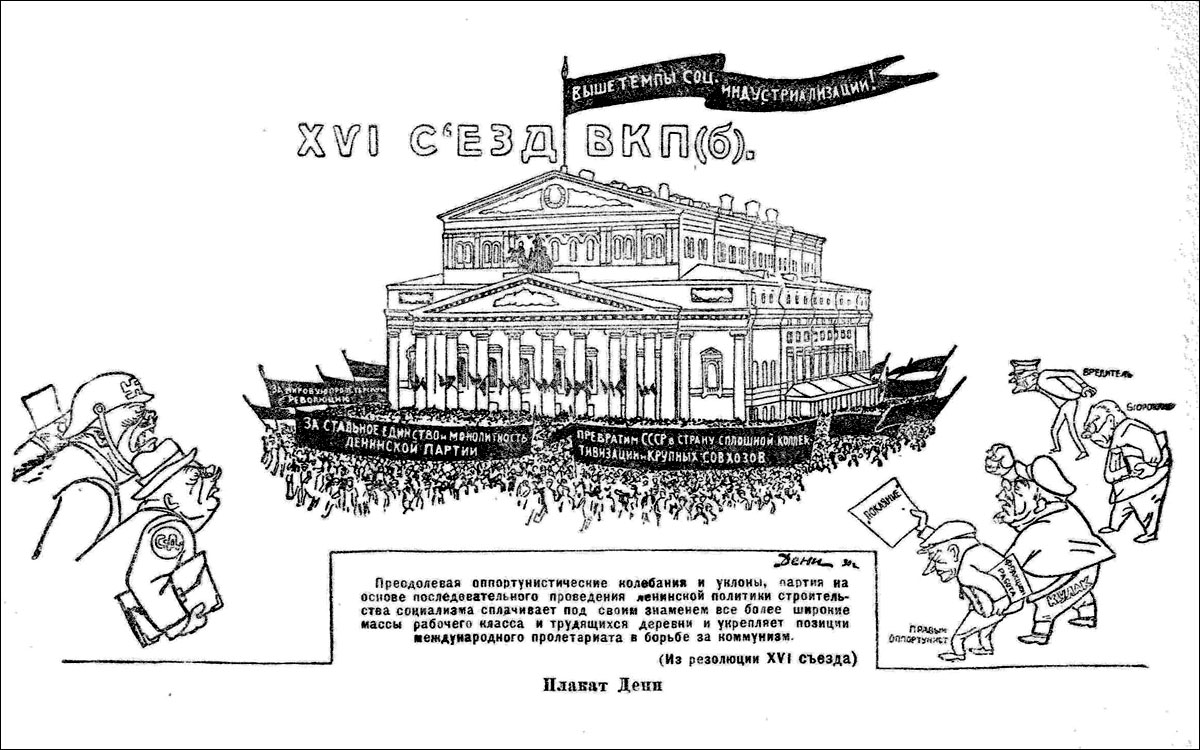
大会宣传图

全联盟共产党（布尔什维克）第十六次代表大会（俄语：Шестнадцатый съезд Всесоюзной коммунистической партии (большевиков)），简称联共（布）十六大（XVI съезд ВКП(б)），于1930年6月25日至7月13日在莫斯科召开。此次大会有1268名投票代表和891名观察席位的代表参加，代表全国220万党员。此次大会是由苏联原领导层主导并参加的最后一次大会。

## 内容
6月27日，斯大林发表了为期一天的政治报告，“今天，在几乎所有资本主义工业国家都经济危机”，“资本主义的万能的幻觉，尤其是北美资本主义的幻觉正在崩塌”，他认为这次危机产生于过度生产，宣称资本主义的矛盾正在激化，从而刺激资产阶级进行外交冒险。“资本主义的包围不只是地理概念，那意味着苏联周边会有敌对势力，借助经济封锁，时刻准备在道义上、物质上支持苏联内部的阶级敌人。如果有机会的话，他们还有采取军事干预”。
斯大林还说“那些谈论有必要降低工业发展速度的人是社会主义的敌人，是我们阶级敌人的代理人，不是我们把他们这些剥削者打垮，就是他们把我们苏联的工人和农民打垮。”因为“社会主义部分”已经在经济中占据了主导地位，斯大林宣布苏联已经进入“社会主义时期”。
会后，之前被开除的布哈林、托姆斯基和李可夫被再次选入了联共布中央委员会，李可夫进入中央政治局。与会代表享有在国家政治保卫总局商店购买稀缺商品的权利，并免费获得了肉类、奶酪、香肠、白糖、茶叶、香烟。被苏联大百科全书编辑Ivan Shitts评论为“当然是赤裸裸的收买”。布琼尼在会上开玩笑道“我们将会把马匹作为一个阶级消灭”，意思是将用拖拉机代替马匹。为了赶上此次会议，斯大林格勒拖拉机厂得以加快建成。斯大林于6月18日向其发送祝贺电报并刊登于《真理报》，称感谢“我们技术方面的老师、美国专家和技师们”。:44-46。